# Жарсу
Жарсу (каз. Жарсу) — село в Зайсанском районе Восточно-Казахстанской области Казахстана. Входит в состав Кенсайского сельского округа. Код КАТО — 634637300.
Рядом с селом протекает река Уйдене.

## Население
В 1999 году население села составляло 925 человек (451 мужчина и 474 женщины). По данным переписи 2009 года, в селе проживало 706 человек (349 мужчин и 357 женщин).

## Известные уроженцы, жители
Кадырбек Сегизбай (каз. Кәдірбек Сегізбай; 1 мая 1941; Жарсу) — казахстанский писатель, переводчик, журналист. Заслуженный деятель Казахстана (2011), лауреат Государственной премии Республики Казахстан в области литературы и искусства имени Абая (2022).